# Раков, Александр Иванович
Александр Иванович Раков (1902—1972) — советский учёный и педагог, хирург-онколог, доктор медицинских наук, профессор, член-корреспондент АМН СССР (1960). Директор  НИИ онкологии имени Н. Н. Петрова (1966—1972).

## Биография
Родился 20 августа 1902 года в Астрахани. 
С 1921 по 1926 год обучался на медицинском факультете Горьковском государственном университете. С 1926 по 1932 год на клинической работе в качестве врача-хирурга. С 1932 по 1940 год на научно-педагогической работе в Ленинградском институте онкологии и в Ленинградском институте для усовершенствования врачей. 
С 1950 по 1972 год на научной и административной работе в НИИ онкологии имени Н. Н. Петрова в должности заведующего хирургическим отделением, а с 1966 по 1972 год — директор этого института. С 1953 по 1970 год одновременно с научной занимался и педагогической деятельностью в Ленинградском институте для усовершенствования врачей в должности — заведующего кафедрой онкологии. С 1952 по 1954 год являлся руководителем работ по организации онкологической  помощи в ПНР.

### Научно-педагогическая деятельность
Основная научно-педагогическая деятельность А. И. Ракова была связана с вопросами в области онкологии, клинике и морфологии раннего выявления рака лёгкого, предопухолевым заболеваниям и опухолей мягких тканей. Под его руководством была разработана методика учитывающая локализацию и форму роста опухоли при операциях заболеваний рака желудка. А. И. Раков являлся — председателем Всесоюзного научного общества онкологов, заместителем председателя Научного совета по комплексной проблеме «Злокачественные новообразования» при Президиуме АМН СССР и членом Международного противоракового союза. С 1968 года он являлся членом экспертно-консультативного совета и экспертом Всемирной организации здравоохранения (англ. World Health Organization, WHO). 
В 1938 году защитил кандидатскую диссертацию, в 1946 году защитил диссертацию на соискание учёной степени доктор медицинских наук по теме: «Рабдомиобластомы скелетной мускулатуры (гистогенез, гистология, клиника)», в 1949 году ему была присвоена учёная степень профессора. В 1960 году он был избран член-корреспондентом АМН СССР. Под руководством А. И. Ракова было написано около ста шестидесяти научных работ, в том числе двух монографий. Он являлся членом редакционной коллегии Международного онкологического журнала.
Скончался 19 июля 1972 года в Ленинграде. Похоронен на Комаровском 
кладбище.

## Награды
- Орден Ленина
- Орден «Знак Почёта»